# アントワーヌ・デュ・ヴェルディエ

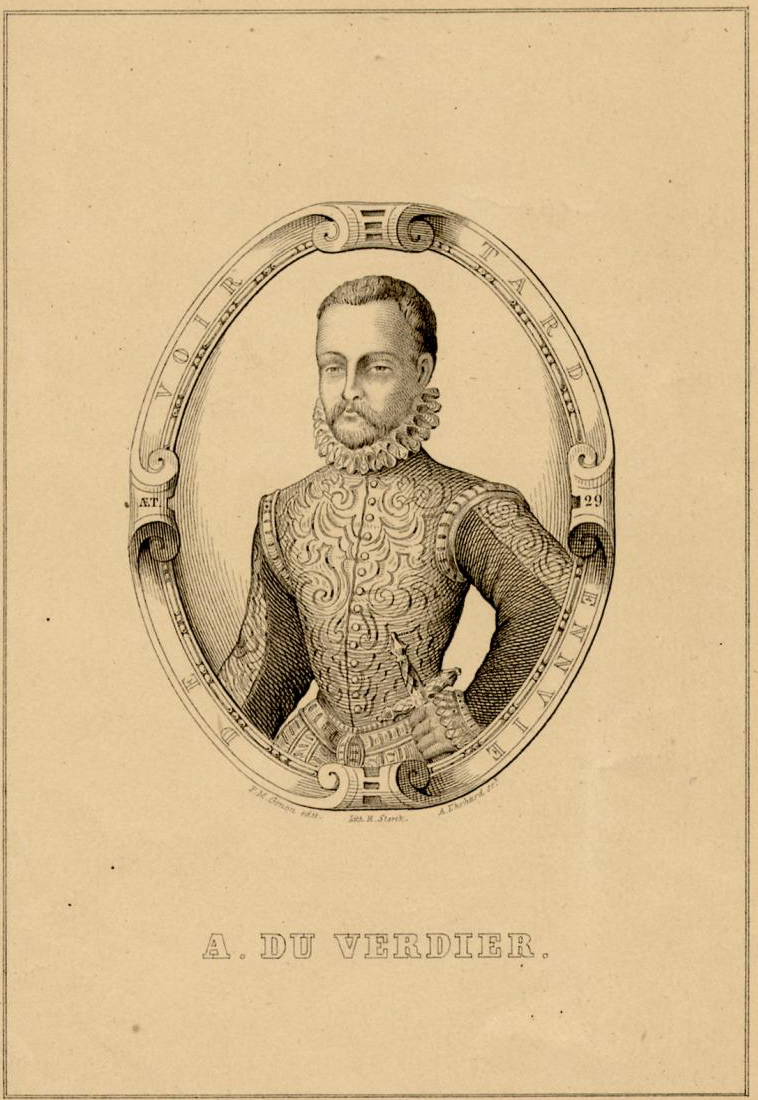
アントワーヌ・デュ・ヴェルディエ

アントワーヌ・デュ・ヴェルディエ（Antoine du Verdier, 1544年11月11日 - 1600年9月25日）は、フランスの詩人、書誌学者。ラ・クロワ・デュ・メーヌと並び、16世紀フランス文学に関する浩瀚な書誌を刊行した。
サン＝ボネ＝ル＝シャトー（現ロワール県内）で生まれた。1568年に最初の詩集『戦争と平和のアンチテーゼ』を刊行した。その後も詩集をまとめた他、詩人たちとの交流も広く持ち、アンソロジーなどにも関わった。
司法官などを務める傍ら、膨大な蔵書をもとに書誌をまとめ、『アントワーヌ・デュ・ヴェルディエの蔵書』（リヨン、1585年）として出版した。ここには、多くの引用が含まれている。彼の交友範囲の広さが活かされる形で、未公刊の手稿などからも引用されており、特に現存しない文献については貴重な貢献となっている（逆に、これについては、文学史上さして重要でない人物の作品からの引用の多さを、冗長として否定的に評価する見解もある）。
彼の書誌は、1772年-1773年に、ラ・クロワ・デュ・メーヌの書誌と合わせて復刻された（全6巻のうち3-6巻がデュ・ヴェルディエの書誌）。